# Max Llewellyn
Max Llewellyn (Gales, 13 de enero de 1999) es un jugador profesional galés de rugby que se desempeña en la posición de centro exterior en Gloucester Rugby, equipo perteneciente a la liga Premiership Rugby.

## Carrera
En 2017 comenzó su carrera deportiva con el equipo Cardiff Rugby, en el cual jugó seis temporadas (2017-2023), después pasó a Gloucester Rugby, donde lleva jugando una temporada.